# Verneuil (Cher)
Verneuil – miejscowość i gmina we Francji, w Regionie Centralnym, w departamencie Cher.
Według danych na rok 1990 gminę zamieszkiwało 39 osób, a gęstość zaludnienia wynosiła 4 osoby/km² (wśród 1842 gmin Centre, Verneuil plasuje się na 1070. miejscu pod względem liczby ludności, natomiast pod względem powierzchni na miejscu 1157.).